# Шурут-Нурусово
Шуру́т-Нуру́сово (рос. Шурут-Нурусово, чув. Шурут Нурăс) — присілок у складі Комсомольського району Чувашії, Росія. Входить до складу Шераутського сільського поселення.
Населення — 370 осіб (2010; 405 у 2002).
Національний склад:
- чуваші — 98 %